# Renée Pellet
Pour l’article homonyme, voir René Pellet.
Renée Pellet, née le 10 janvier 1905 à Genève et morte le 23 décembre 1985, est une femme politique suisse.
Première femme du canton de Genève à exercer son droit d'éligibilité, elle est élue adjointe au maire en 1960 à Meyrin. Elle est la première femme à accéder à un exécutif en Suisse.

## Biographie

### Enfance et formation
Marthe Renée Châtelain naît le 10 janvier 1905 à Genève. Selon un tract du Mouvement féminin de Meyrin, elle fait ses classes à Cointrin où elle emménage en 1916[source secondaire souhaitée].

### Mariage et parcours professionnel
En 1932, elle épouse Alphonse Pellet et s’installe à Meyrin. Le mariage est de courte durée, car elle devient veuve dans sa trentaine. 
Renée Pellet travaille à Genève dans l’horlogerie jusqu’en 1958 avant de s'engager en politique. 

### Parcours politique

#### Candidature inédite
Le 6 mars 1960, le canton de Genève accorde le droit de vote et d’éligibilité aux citoyennes du canton. En octobre de la même année a lieu dans la commune de Meyrin une élection complémentaire à la suite de la démission de l’un des deux adjoints au maire. Trois candidatures sont en lice : deux hommes présentés par des partis politiques : André de Garrini du parti libéral, et Virginio Malnati du parti indépendant chrétien-social ; tandis que le Mouvement féminin de Meyrin, issu du groupement communal des femmes paysannes, propose une femme, Renée Pellet. 
On estime à 1 624 le nombre d’électeurs (833 hommes) et d’électrices (791 femmes) inscrites dans les deux arrondissements électoraux de la commune de Meyrin. La participation des femmes est pratiquement équivalente à celle des hommes : sur les 925 bulletins de vote délivrés, 430 sont déposés par des femmes et 481 par des hommes. Renée Pellet est élue au détriment de ses deux concurrents qu’elle devance respectivement de 39 et 84 voix,,. Elle devient ainsi la première femme à accéder à un exécutif en Suisse.  
Son élection crée la surprise. La forte mobilisation de l'électorat féminin a été favorable à Renée Pellet dont la campagne s’est limitée à un tract et des affiches, face à des concurrents expérimentés, déjà conseillers municipaux. Un des journaux qui rapporte l'événement pointe cependant la portée communale de cette élection qui ne doit « pas augurer forcément d’une accession générale et rapide des femmes aux charges politiques laisser aller à une généralisation trop hâtive. Car, et les mouvements féministes le savent bien, il y a encore toute une éducation civique de la citoyenne qui est à faire avant qu’elle puisse partager, avec les citoyens, toutes les charges de la communauté politique »[réf. souhaitée].

#### Adjointe et remplaçante du maire
Dès son élection le 3 octobre 1960 jusqu’en mai 1963, Renée Pellet siège aux côtés du maire Édouard Stettler et du deuxième adjoint, M. Peney. Elle s'attelle à la révision du statut des fonctionnaires de la commune ; a la charge du service social, de la voirie ; s'occupe des services de police ainsi que des cotisations de l’assurance scolaire obligatoire. 
Elle est souvent invitée à des événements politiques pour témoigner de son expérience au poste d'adjointe du maire aux côtés d'autres pionnières à des fonctions politiques,.
Elle remplace le maire qui a cessé son activité pour des raisons de santé d'août 1962 à début septembre 1962.

#### Non-réélection à l'exécutif, entrée au délibératif, présidence du conseil municipal
Meyrin connaît un essor dans les années 1960. Avec la construction de la nouvelle cité, la population se multiplie, passant de 3 000 habitants dans les années 1950 à 15 000 dans les années 1960. En conséquence, l'exécutif passe d'une configuration de maire et deux adjoints à un conseil administratif composé de trois membres. Ce changement s'applique dès les élections de mai 1963. Lors de ces élections, Renée Pellet est affiliée à la liste hors-parti du Groupement des Intérêts communaux,. Elle n’est pas élue conseillère administrative, tandis que ses deux concurrents de l'élection complémentaire de 1960, Virginio Malnati et André de Garrini, sont élus.
Alors que le parti socialiste saluait son dévouement sans relâche, soulignant qu’elle avait accompli un immense travail social à la mairie de Meyrin, et souhaitant qu’elle pût le continuer en tant que conseillère administrative, c'est au délibératif que l'ancienne adjointe continue son engagement pour les causes sociales et paysannes. Elle n’hésite pas à revêtir le costume paysan genevois pour la séance d’installation du conseil municipal de juin 1971 qu’elle préside. 
Rejointe par deux autres femmes, Monique Rouget et Hélène Simoness-Rochat, qui intègrent le délibératif en mai 1963, elle devient la première femme à accéder à la tête du conseil municipal qu'elle préside en 1968-1969. Elle siège jusqu’en 1975.  

### Fin de vie et mort
Renée Pellet est pratiquement aveugle lorsqu'elle quitte son domicile à Meyrin pour la maison de Loëx (actuel Hôpital de Loëx), où elle célèbre le 10 janvier 1985 ses 80 ans en présence des autorités meyrinoises. Elle décède à la fin de l'année, le 23 décembre, à quelques jours de son 81e anniversaire. La cérémonie funèbre a lieu au Centre Œcuménique de Meyrin le 27 décembre, suivie de l'incinération. 

## Hommage
En 2020, la commune de Meyrin lui rend hommage, 35 ans après sa mort en donnant son nom à un chemin. Cette voie de mobilité douce relie le chemin du Vieux-Bureau à la rue Emma-Kammacher, une autre femme notoire de la commune de Meyrin,.